# Carmelo Gómez
Carmelo Gómez, né le 2 janvier 1962 à Sahagún (province de León), est un acteur espagnol lauréat de deux Goyas. Il fut l'un des acteurs fétiches de Julio Medem dans les années 1990.
Il est à ce jour l'un des sept acteurs à avoir reçu le Prix national de cinéma du Ministère espagnol de la Culture, avec Francisco Rabal, Fernando Fernán Gómez, Fernando Rey, Javier Bardem, Antonio Banderas et José Sacristán.
Après deux derniers longs-métrages (La Punta del iceberg et La playa de los ahogados), il quitte la carrière cinématographique en 2014 pour se consacrer à sa compagnie théâtrale.

## Filmographie sélective
- 1986 : El viaje a ninguna parte de Fernando Fernán Gómez - jeune homme
- 1992 : Vacas de Julio Medem - Manuel, Ignacio et Peru Irigibel
- 1993 : L'Écureuil rouge de Julio Medem - Félix
- 1994 : Días contados d'Imanol Uribe - Antonio
- 1996 : Tierra de Julio Medem - Ángel Bengoelxeo
- 1996 : Le Chien du jardinier de Pilar Miró - Teodoro
- 1997 : Les Secrets du cœur de Montxo Armendáriz - oncle
- 1999 : Entre les jambes de Manuel Gómez Pereira - Félix
- 2003 : Grimm de Alex van Warmerdam - Diego
- 2005 : La Méthode de Marcelo Piñeyro - Julio
- 2006 : La Nuit des tournesols de Jorge Sánchez-Cabezudo - Esteban

## Distinctions
- Prix Goya : meilleur acteur pour Días contados et meilleur acteur dans un second rôle pour La Méthode
- Unión de Actores y Actrices : primé pour ses rôles dans Vacas et Días contados
- Círculo de Escritores Cinematográficos : primé pour ses rôles dans Le Chien du jardinier, La Méthode et La Nuit des tournesols